# Gymnoscelis lundbladi
Gymnoscelis lundbladi là một loài bướm đêm trong họ Geometridae.